# LightScribe

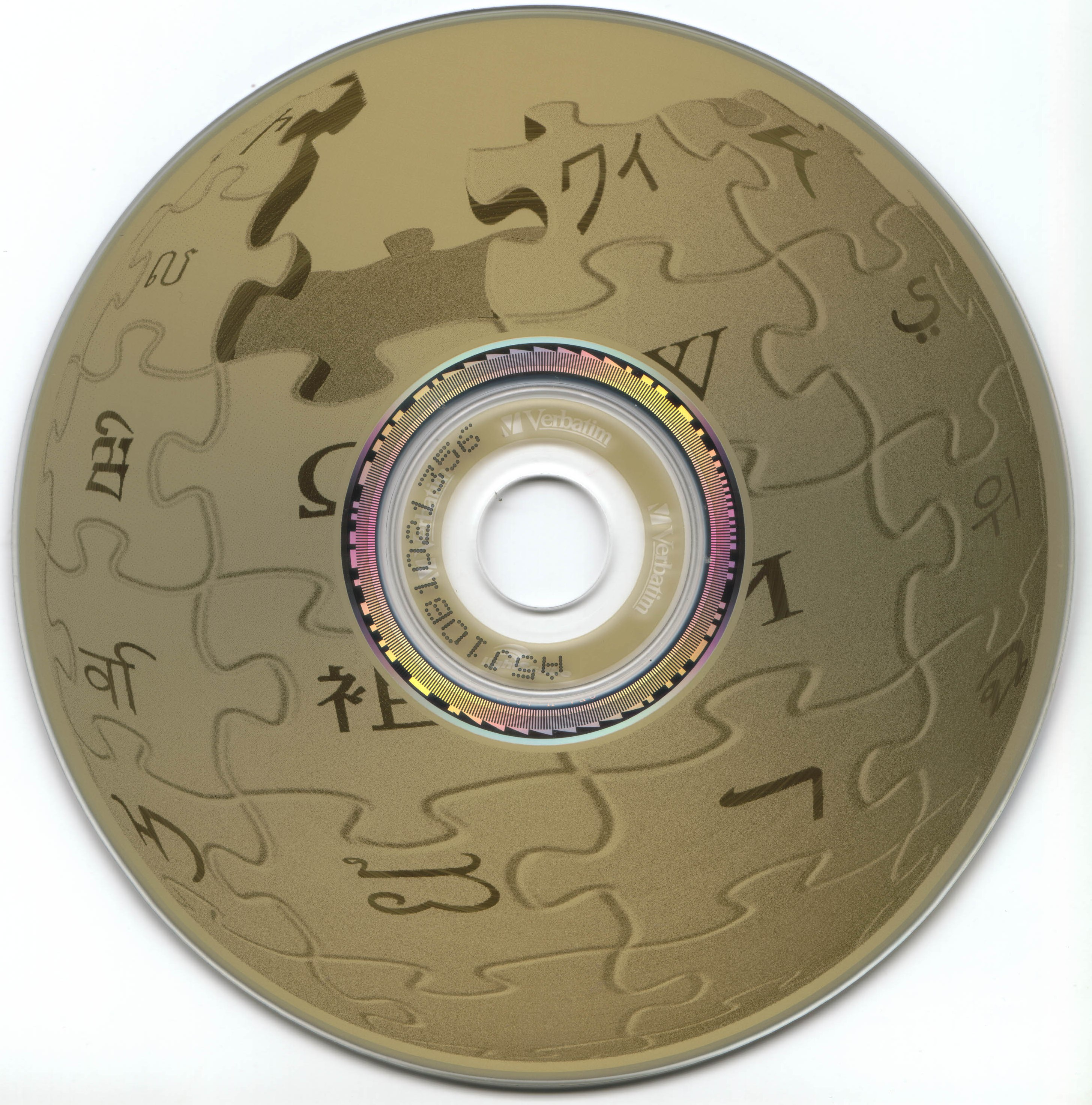
Disk CD-R, na kterém byl pomocí LightScribe vytvořen popisek s logem Wikipedie

LightScribe je technologie pro tvorbu popisků zapisovatelných disků CD-R, DVD±R a DVD±R DL pomocí stejného laseru, který v mechanice zapisuje jejich datový obsah. Po vypálení dat disku stačí médium v mechanice otočit a příslušným programem na povrch disku vypálit obrázek. Technologii musí podporovat mechanika i používaný software a jsou potřeba speciální média.

## Historie
LightScribe vynalezl ve firmě Hewlett-Packard Daryl Anderson, načež na technologii pracovaly společně divize zobrazování a tisku s divizí osobních systémů. Technologii firma představila na začátku roku 2004 na veletrhu v Las Vegas.

## Popis funkce
Médium umožňující LightScribe obsahuje navíc vrstvičku speciálního barviva, které po ozáření infračerveným laserem o vlnové délce 780 nm změní barvu. Vytvořený popisek je tedy jednobarevný, přičemž barva je určena použitým médiem – původně média podporovala jen černé (resp. šedé) popisky na zlatém povrchu, po vydání novější verze standardu lze zakoupit CD-R i DVD+-R média v několika jiných barvách; popisek je však vždy jednobarevný. Při tvorbě popisku lze měnit kontrast, takže výsledný obrázek obsahuje stupně šedi.
Při tvorbě popisku laser postupuje stejným způsobem jako při zápisu dat, tzn. spirálou od vnitřního okraje k vnějšímu, takže vypálení popisku s malým průměrem je rychlejší než vypálení popisku, který pokrývá celý povrch disku.
Média pro LightScribe obsahují kolem středového otvoru speciální značky, pomocí kterých mechanika zajišťuje synchronizaci s rychle se otáčejícím diskem. Díky těmto značkám také mechanika dokáže na již popsaný disk doplnit další části obrázku, respektive obrázek na některých místech ztmavit, přičemž je zajištěna stejná orientace jako při prvním vypalování. Jednou ztmavené body však již zesvětlit nelze (ani obrázek zcela smazat).